# CD79
CD79是一种跨膜蛋白，可与B细胞受体（BCR）结合为复合体，并在BCR识别抗原后产生一个信号。  CD79由两个不同的肽链组成，分别称为CD79A 和 CD79B（之前称为Ig-alpha和Ig-beta），这两个肽链以二硫键在B细胞表面形成一个异二聚体。 CD79A和CD79B都是免疫球蛋白超家族的成员，人体CD79A是由位于19号染色体上的mb-1基因编码的，而CD79B则由位于17号染色体上的B29基因编码。CD79的两条链都在其胞质端含有一个免疫受体酪氨酸活化基序（ITAM），用来在B细胞中传导一个信号，与T细胞受体激活时CD3生成的细胞信号相似.

## 功能
CD79含有可在B细胞中介导下游信号的免疫受体酪氨酸活化基序（ITAM），一般作为检测B细胞肿瘤的细胞标记物，然而，一些T淋巴细胞白血病或淋巴瘤和AML中的肿瘤细胞对CD79单克隆抗体也有潜在的阳性反应。在B细胞和血细胞前体都有表达，CD79被认为是一种诱导细胞凋亡、抑制B细胞受体（BCR）活化和异常生發中心的候选物质。如今，CD79已经在MRL/lpr小鼠（一种小鼠全身性红斑狼疮模型）中作为B细胞靶点进行了测试。然而，关于CD79的研究仍亟待充实。

### CD79和B细胞受体信号
科学家们发现了可导致BCR信号慢性激活的BCR受体CD79A/B的突变，在活检样本中，这样影响CD79A/B的ITAM信号模块的体细胞突变经常被检测到。此外，一些研究人员认为，CD79可能成为治疗B细胞依赖性自体免疫的替代靶点。 Hardy等人发现，在抗原诱导的BCR聚集过程中，CD79被磷酸化，并引发一系列下游信号转导事件。Hardy等人进一步描述了慢性AgR刺激引起的BCR信号异常模式，并导致一种B细胞的无反应状态。